# Epia muscosa
Epia muscosa är en fjärilsart som beskrevs av Butler 1878. Epia muscosa ingår i släktet Epia och familjen silkesspinnare. Inga underarter finns listade i Catalogue of Life.